# 香椎名店街
香椎名店街（かしいめいてんがい）は、福岡県福岡市東区香椎駅前一丁目にある商店街である。香椎セピア通りの西鉄香椎駅～JR香椎駅の間から香椎中央商店街に並行して北へ延びている商店街である。

## 形態
香椎名店街は主にお菓子や生鮮食品の商店が揃っている。また、一つの長細い建物に店舗が入っているという珍しい形となっている。商店街北端では香椎中央商店街に接続している。

## 歴史
- 老朽化のため、建て替えを行い2010年新規オープン。

## 交通

### 鉄道
- 鹿児島本線・香椎線
  - JR香椎駅
- 西鉄貝塚線
  - 西鉄香椎駅

### バス
- 西日本鉄道
  - 香椎・西鉄香椎・西鉄香椎駅前

## 香椎名店街を題材とした作品
- クッキングパパ - 主役・荒岩一家の行きつけとして香椎名店街をモデルとした「花椎名店街」として登場する。当時はとなりに西鉄宮地岳線（現：西鉄貝塚線）の踏切が描かれていたが、最近は高架橋が描かれている。